# تشارلز لويد (سياسي)
تشارلز لويد (بالإنجليزية: Charles Ellis Lloyd)‏ هو سياسي بريطاني (وحمل سابقاً جنسية المملكة المتحدة لبريطانيا العظمى وأيرلندا)، ولد في 1879، وتوفي في 7 مايو 1939. حزبياً، نشط في حزب العمال. في الانتخابات العامة في المملكة المتحدة 1929 ‏، انتخب عضو برلمان المملكة المتحدة الـ35 عن دائرة Llandaff and Barry (UK Parliament constituency) ‏ (30 مايو 1929 – 7 أكتوبر 1931).